# Rafael Puyana
Rafael Antonio Lázaro Puyana Michelsen, conocido simplemente como Rafael Puyana, (Bogotá, 14 de octubre de 1931-París, 1 de marzo de 2013) fue un clavecinista colombiano, considerado el primer y más grande virtuoso de origen iberoamericano de este instrumento. Fue embajador cultural de la República de Colombia.
Su repertorio comprende, además de música antigua, varios trabajos para clavicémbalo de Julián Orbón, como Partitas I, que le encarga hacia 1960.

## Biografía

### Primeros años
Rafael Antonio Lázaro Puyana Michelsen nació en Bogotá el 14 de octubre de 1931, en el seno de una familia rica y aristocrática de Santander, que se instaló en la capital colombiana antes del nacimiento de Rafael. A los 6 años inició sus estudios de piano con su tía. Más tarde, el italiano Giacomo Marcenaro se convierte en su maestro. A los trece años hace su debut en el Teatro Colón de Bogotá.

### Estudios
A los dieciséis años continúa sus estudios en Boston y se interesa por el clave. En Lakeville, Connecticut, prosigue sus estudios con Wanda Landowska, con la que se forma por espacio de ocho años, prosiguiendo la labor de esta, con lo cual despierta el interés de compositores, músicos y lutieres por el instrumento, olvidado durante casi un siglo.
Tras graduarse en 1948 como bachiller académico en el Liceo de Cervantes de Bogotá, cursa estudios de composición en París con Nadia Boulanger. De regreso a los Estados Unidos brinda un concierto en Nueva York, empezando una carrera de solista.

### Docencia
Fijó su residencia en París, donde combinó sus conciertos con la docencia. Didácticamente enseñó lo aprendido con Landowska, y dio conciertos con instrumentos originales y con copias. Su influencia en pro de los instrumentos originales y contra los clavecines construidos con estructuras pianísticas es decisivo.
Fue profesor de clave en los cursos "Música en Compostela", dedicados a la música española. Asiduo visitante de Granada, impartió numerosas clases magistrales en la cátedra Manuel de Falla del Festival Internacional de Música y Danza, a la que donó su colección de libros y partituras y varios instrumentos de gran valor.

### Muerte
Rafael Puyana falleció el 1 de marzo de 2013 en París, Francia.
Al momento de su muerte numerosas publicaciones alrededor del mundo le rindieron homenaje, como el diario El Tiempo y la British Harpsichord Society. La Universidad de los Andes ofreció el primer ciclo de recitales de clavecín en su memoria y el Museo Nacional de Colombia organizó un concierto in memoriam para inaugurar la donación que Puyana hizo en Bogotá.

## Legado
Solistas como Yehudi Menuhin, Leopold Stokowski y Andrés Segovia eran sus colegas en la música de cámara. Compositores como Federico Mompou y Xavier Montsalvatge le dedicaron composiciones. Christopher Hogwood y Pierrick Noury fueron sus alumnos. Como precursor de la música barroca Hispano-Americana, inspiró a otros artistas más jóvenes a adentrarse en la música antigua, como el caso del gambista Jordi Savall y del clavecinista Andrés Martínez Pardo.

## Vida privada

### Familia
Rafael Puyana era miembro de la aristocracia colombiana, siendo miembro de las prestigiosas familias Puyana y Michelsen. Sus padres eran Ernesto Puyana Uscátegui, y Alicia Michelsen Mantilla, de ascendencia judía asquenazí alemán.
Rafael era primo hermano del empresario cervecero Eduardo Puyana Rodríguez, quien casado con Alicia Bickenbach Plata fue el padre de la periodista Nohra Puyana Bickenbach, lo que convierte a Rafael en primo segundo de Nohra. Puyana se casó con el también periodista Andrés Pastrana Arango, hijo del expresidente Misael Pastrana Borrero. Por otra parte, el padre de Rafael y su primo Eduardo, eran nietos del empresario del café David Puyana Figueroa.
La madre de Rafael era prima de María Michelsen Lombana (sobrina del político José María Lombana), la primera esposa del político y empresario Alfonso López Pumarejo (presidente de Colombia en dos ocasiones), quien fue padre del también expresidente Alfonso López Michelsen; lo anterior convierte a López Michelsen y a Puyana en primos terceros. Otro de los primos de Alicia, madre de Rafael, era el banquero Jaime Michelsen Uribe, el fundador y propietario del conglomerado Grupo Grancolombiano (hijo a su vez del banquero Ernesto Michelsen Mantilla).

### Coleccionista
Puyana coleccionaba instrumentos originales e hizo reconstruir instrumentos como el clave de tres manuales (teclados) construido por Hieronymus Albrecht Hass.

## Condecoraciones
En 1967 el presidente Carlos Lleras Restrepo le otorgó la Orden de Boyacá por su labor como embajador cultural de Colombia en el exterior. El 1996 el Rey Juan Carlos I de España lo condecoró con la Orden de Isabel la Católica.